# Jade Carey
Jade Carey (Phoenix, 27 maggio 2000) è una ginnasta statunitense, medaglia d'oro al corpo libero alle Olimpiadi di Tokyo 2020, campionessa olimpica con la squadra a Parigi 2024 e tre volte campionessa del mondo.

## Biografia
È nata e cresciuta a Phoenix, in Arizona. I suoi genitori, Brian Carey e Danielle Mitchell-Greenberg, all'epoca in cui è nata, possedevano una palestra, circostanza che le ha consentito di avvicinarsi alla ginnastica fin da giovane età. Ha iniziato ufficialmente a praticare ginnastica nel 2002.
I suoi genitori hanno divorziato quando era ancora piccola. Ha frequentato la Mountain Ridge High School a Glendale, in Arizona, diplomandosi nel 2018. Nel gennaio 2024, Jade è stata inserita nella Mountain Ridge Athletics Hall of Fame.
Il 19 marzo 2025, ha rivelato in un post su Instagram di avere una relazione con Aimee Sinacola. Questa è stata la prima volta che ha parlato pubblicamente della propria omosessualità. Molti ginnasti e atleti olimpici hanno commentato il post per mostrarle il loro supporto al suo coming out.

### Carriera Senior

#### 2017
Carey fa il suo debutto nella categoria senior agli American Classic nel mese di luglio, dove si classifica quarta nel concorso individuale e vince l'oro al volteggio, alla trave e al corpo libero. Agli U.S. Classic, nello stesso mese, vince l'oro al volteggio e al corpo libero e si classifica quarta alla trave. Ai suoi primi campionati Nazionali, vince il titolo al volteggio nonostante una caduta, in quanto unica ginnasta a presentare due salti. Vince anche l'argento al corpo libero e si classifica undicesima alla trave. Grazie ai risultati ottenuti entra a far parte della squadra nazionale. Nel mese di settembre, viene scelta con Morgan Hurd, Ashton Locklear, e Ragan Smith, per rappresentare gli Stati Uniti ai Campionati mondiali di Montreal 2017. Durante le qualificazioni, si qualifica per le finali al volteggio e al corpo libero. Vince la medaglia d'argento in entrambe le specialità, rispettivamente dietro la russa Maria Paseka e la giapponese Mai Murakami.

#### 2018
Gareggia agli American Classic nel mese di luglio su due attrezzi, ma tocca terra alle parallele asimmetriche e cade dalla trave, finendo al sedicesimo posto. Nello stesso mese gareggia agli U.S. Classic, per la prima volta su tutti e quattro gli attrezzi. Vince l'oro al volteggio e l'argento al corpo libero, inoltre si classifica decima nel concorso individuale, tredicesima alla trave e ventesima alle parallele (a causa di una caduta).
Mostra miglioramenti ai Campionati Nazionali in agosto: porta un esercizio al corpo libero di maggior difficoltà, che le fa vincere l'argento, oltre a un bronzo al volteggio; si classifica sesta nel concorso generale, nona alla trave e quindicesima alle parallele.
Viene scelta per far parte della squadra nazionale americana per i Campionati panamericani in Perù, dove vince l'oro con la squadra, al volteggio e al corpo libero.
Successivamente, viene invitata a partecipare al collegiale della nazionale di selezione per i Campionati mondiali di Doha 2018. Tuttavia, declina l'invito, con l'obiettivo di prendere parte alle tappe di Coppa del Mondo 2018/2019 e ottenere così la qualificazione individuale i Giochi olimpici di Tokyo 2020. Nel mese di novembre partecipa alla prima tappa di Coppa del Mondo a Cottbus, Germania. Si qualifica sia per le finali al volteggio che al corpo libero. In finale vince l'argento al volteggio dietro alla brasiliana Rebeca Andrade.

#### 2019
Carey continua il suo percorso di qualificazione Olimpica partecipando alla Coppa del Mondo di Baku e alla Coppa del mondo di Doha nel mese di Marzo. In entrambi i casi vince la medaglia d'oro sia al volteggio che al corpo libero.
Agli U.S. Classic nel mese di Luglio, vince l'oro al volteggio e l'argento al corpo libero, classificandosi decima nel concorso individuale, quindicesima alle parallele e diciassettesima alla trave.
Viene convocata per far parte della squadra statunitense che avrebbe preso parte ai Campionati mondiali di Stoccarda 2019. Durante la giornata di qualificazioni gareggia al volteggio, dove si qualifica al primo posto per la finale di specialità, e al corpo libero, dove però commette alcuni errori e si qualifica virtualmente al terzo posto: nelle finali sono però ammesse un massimo di due ginnaste per nazione, Carey rimane quindi esclusa dalla finale perché le compagne Simone Biles e Sunisa Lee avevano ottenuto punteggi più alti.
Durante la finale a squadre, l'8 ottobre, gareggia sia al volteggio che al corpo libero, ottenendo buoni punteggi e contribuendo alla vittoria degli Stati Uniti. 
Il 12 ottobre, durante la finale al volteggio, esegue un buon Cheng ma sporca l'Amanar, finendo così la gara al secondo posto dietro a Biles.

#### 2021

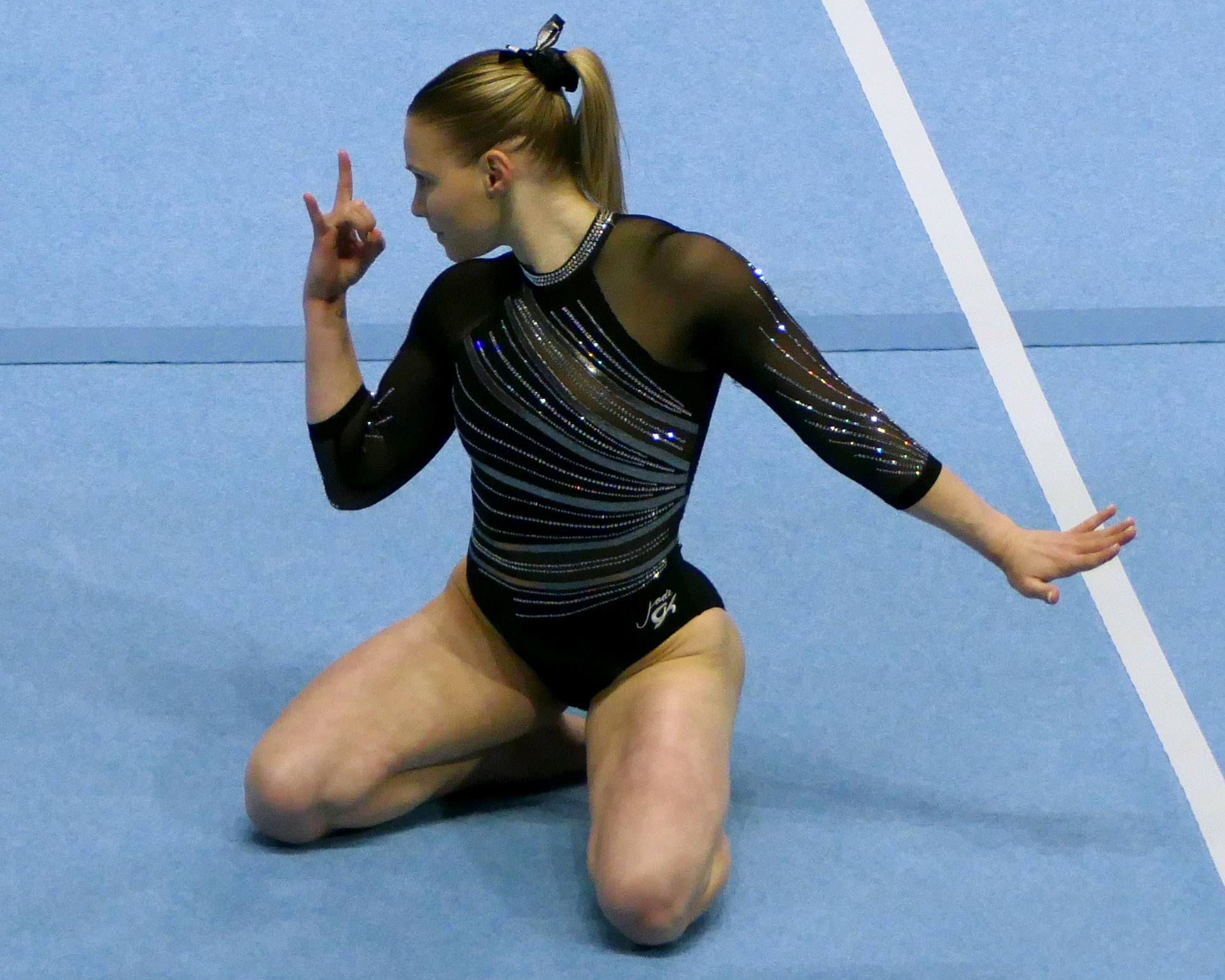
Jade Carey nel corpo libero al Core Hydration Classic 2024.

A febbraio prende parte alla Winter Cup, gareggiando a volteggio, parallele e trave. Ottiene rispettivamente 14,800, 13,600 e 13,550.
Il 22 maggio partecipa ai GK Classic, gareggiando solo a parallele e trave, ottenendo rispettivamente 13,800 e 12,750.
Il 3 giugno, durante la prova podio dei Nazionali, esegue il doppio teso con tre avvitamenti al corpo libero, diventando la prima donna nella storia a eseguirlo. Il 4 giugno partecipa alla prima giornata dei Campionati Nazionali, gareggiando su tutti e quattro gli attrezzi e ottenendo un punteggio complessivo di 55,450, che la colloca al quarto posto.
Dopo la seconda giornata, conclude i Nazionali al sesto posto nell'all around e al quarto al volteggio.
Nonostante sia già qualificata individualmente attraverso il circuito di Coppa del mondo, il 25 e 27 giugno partecipa ai Trials olimpici. Nella prima giornata conclude la gara al quattordicesimo posto con 52,899 punti.
Nella seconda giornata gareggia solo a parallele e trave ottenendo rispettivamente 13,733 e 13,433.

##### Olimpiadi di Tokyo
Il 25 luglio prende parte alle Qualifiche, gareggiando su tutti e quattro gli attrezzi e qualificandosi al secondo posto per la finale al volteggio e al terzo per la finale al corpo libero; si qualifica inoltre al nono posto per la finale all-around, ma a causa della regola del passaporto non può accedere alla finale. Tuttavia, in seguito al ritiro di Simone Biles dalla finale all around, Carey prende il suo posto e termina la gara in sesta posizione nonostante una caduta alla trave.
Il 1º agosto prende parte alla finale al volteggio, dove era la favorita in seguito al ritiro di Biles, ma sbaglia la rincorsa del primo salto ed è costretta a fare un semplice salto raccolto così da non incorrere in infortuni: di conseguenza termina la finale all'ottavo posto.
Il 2 agosto partecipa alla finale al corpo libero, dove vince la medaglia d'oro con 14,366 punti.

### 2022
È tornata a gareggiare a livello élite ai Campionati nazionali statunitensi ad agosto. Si è classificata quinta nel concorso individuale, prima al volteggio, seconda al corpo libero dietro Shilese Jones, settima alla trave e nona alle parallele asimmetriche. È stata convocata per la sesta volta nella squadra nazionale. Inoltre, è stata nominata Atleta dell'Anno di USA Gymnastics.
A settembre ha gareggiato alla Coppa del Mondo di Parigi; ha partecipato solo al volteggio e alla trave. Si è qualificata per la finale al volteggio al primo posto e alla finale alla trave al secondo posto, dietro alla compagna di squadra Shilese Jones. Nelle finali ha vinto l'oro al volteggio e l'argento alla trave dietro a Marine Boyer della Francia.
A ottobre è stata selezionata per competere ai Campionati mondiali di ginnastica artistica 2022 insieme a Skye Blakely, Jordan Chiles, Shilese Jones e Leanne Wong. Durante la fase di qualificazione ha contribuito alla qualificazione della squadra statunitense alla finale a squadre con il primo posto. Individualmente si è qualificata per le finali del concorso individuale, del volteggio e del corpo libero.
Nella finale a squadre, ha contribuito con i suoi punteggi al volteggio, alla trave e al corpo libero, aiutando la squadra statunitense a vincere la medaglia d'oro. Inoltre, ha ottenuto il secondo miglior punteggio al volteggio e al corpo libero della competizione, dietro rispettivamente a Rebeca Andrade e Jessica Gadirova.
Nella finale del concorso individuale, si è classificata sesta dopo una prestazione incerta alla trave. Nel primo giorno delle finali di specialità, ha vinto la medaglia d'oro al volteggio, conquistando il suo primo titolo mondiale individuale.
Nell'ultimo giorno di competizione, ha vinto il bronzo al corpo libero, a pari merito con Andrade e dietro Gadirova e Chiles. Con otto medaglie mondiali e olimpiche, è diventata la sesta ginnasta artistica statunitense più decorata di tutti i tempi.

### 2023
A settembre, ha vinto la medaglia di bronzo al volteggio ai Campionati nazionali statunitensi. È stata selezionata per gareggiare alla Swiss Cup, che si è tenuta a novembre.
Durante la competizione ha gareggiato in coppia con Yul Moldauer. Insieme hanno conquistato il primo posto, vincendo la loro seconda Swiss Cup.

### 2024
Ha iniziato la stagione gareggiando all'American Classic, dove ha vinto il concorso individuale. Successivamente ha partecipato al Core Hydration Classic 2024, classificandosi quarta nel concorso individuale dietro Simone Biles, Shilese Jones e Jordan Chiles e vincendo l'oro al volteggio.
Ai Campionati nazionali statunitensi di ginnastica artistica del 2024, si è classificata settima nel concorso individuale e terza al volteggio, qualificandosi così agli Olympic trials.
Agli Olympic trials si è classificata quarta nel concorso individuale, prima al volteggio, ottava alle parallele, sesta alla trave e seconda al corpo libero. È stata quindi selezionata per rappresentare gli Stati Uniti insieme a Simone Biles, Jordan Chiles, Sunisa Lee e Hezly Rivera.

#### Olimpiadi di Parigi 2024
Durante il turno di qualificazione, ha gareggiato solo al corpo libero e al volteggio. Durante la sua routine al corpo libero, ha commesso errori insoliti e ha interrotto l'ultima diagonale, ottenendo un punteggio di 10.633. Successivamente ha spiegato di non essersi sentita bene nei giorni precedenti alle qualificazioni e di aver quindi avuto poca energia. Subito dopo il corpo libero, la squadra ha gareggiato al volteggio, dove Carey si è ripresa ed eseguito due salti puliti, qualificandosi alla finale di specialità in terza posizione; inoltre, gli Stati Uniti si sono qualificati alla finale a squadre al primo posto. Durante la finale a squadre, ha contribuito con un punteggio di 14.800 al volteggio al primo posto della squadra statunitense, che ha conquistato la sua quarta medaglia d'oro olimpica a squadre. Nella finale al volteggio, ha ottenuto un punteggio di 14.466, vincendo la medaglia di bronzo, la sua terza medaglia olimpica.

## Palmarès
- Giochi olimpici

Tokyo 2020: oro nel corpo libero:
Tokyo 2020: oro nel concorso a squadre; bronzo nel volteggio
- Mondiali

Montreal 2017: argento nel corpo libero; argento nel volteggio;
Stoccarda 2019: oro nel concorso a squadre; argento nel volteggio;
Liverpool 2022: oro nel concorso a squadre; oro nel volteggio; bronzo nel corpo libero;
- Campionati panamericani

Lima 2018: oro nel concorso a squadre; oro nel volteggio; oro nel corpo libero;
- Coppa del mondo

Cottbus 2018: argento nel volteggio;
Baku 2019: oro nel volteggio; oro nel corpo libero;
Doha 2019: oro nel volteggio; oro nel corpo libero;
Melbourne 2020: oro nel volteggio; oro nel corpo libero;
Parigi 2022: oro nel volteggio; argento nella trave;
- Swiss Cup Zurich

Zurigo 2019: oro nel concorso a squadre;
- USA Gymnastics National Championships

Anaheim 2017: oro nel volteggio; argento nel corpo libero;
Boston 2018: argento nel corpo libero; bronzo nel volteggio;
Kansas City 2019: argento nel volteggio; argento nel corpo libero;
Tampa 2022: oro nel volteggio; argento nel copo libero;
San Jose 2023: bronzo nel volteggio;